# Gmina Janów (Powiat Częstochowski)
Die Gmina Janów ist eine Landgemeinde im Powiat Częstochowski der Woiwodschaft Schlesien in Polen. Ihr Sitz ist die ehemalige Stadt, jetzt das gleichnamige Dorf mit etwa 1000 Einwohnern.

## Gliederung
Zur Landgemeinde Janów gehören 22 Dörfer mit einem Schulzenamt:
Apolonka
Bystrzanowice
Bystrzanowice-Dwór
Czepurka
Góry Gorzkowskie
Hucisko
Janów
Lgoczanka
Lipnik
Lusławice
Okrąglik
Pabianice
Piasek
Ponik
Siedlec
Skowronów
Sokole Pole
Śmiertny Dąb
Teodorów
Zagórze
Złoty Potok
Żuraw
Weitere Orte der Gemeinde sind:
Apolonka-Leśniczówka
Bogdaniec
Bukówka
Cichy
Dąbrowa-Łazy
Dziadówki-Leśniczówka
Julianka-Nadleśnictwo
Kamienna Góra
Lipnik-Gajówka
Łączki
Ostrężnik
Ostrów-Leśniczówka
Parkowe-Leśniczówka
Sygontka-Leśniczówka
Śmiertny Dąb-Leśniczówka
Teodorów-Gajówka

## Politik

### Bürgermeister
An der Spitze der Verwaltung steht der Gemeindevorsteher. Seit 2018 ist dies Edward Moskalik, der Joanna Ścigaj abgelöst hat. Die turnusmäßige Wahl im April 2024 brachte folgendes Ergebnis:
- Edward Moskalik (Wahlkomitee Edward Moskalik) 62,6 % der Stimmen
- Ewa Ucieklak (Wahlkomitee Ewa Ucieklak) 37,4 % der Stimmen

Damit wurde Amtsinhaber Moskalik bereits im ersten Wahlgang für eine weitere Amtszeit wiedergewählt.
Die turnusmäßige Wahl im Oktober 2018 brachte folgendes Ergebnis:
- Edward Moskalik (Wahlkomitee Edward Moskalik) 39,2 % der Stimmen
- Joanna Ścigaj (Wahlkomitee Joanna Ścigaj) 29,8 % der Stimmen
- Jerzy Dudek (Wahlkomitee „Jungaktiv für die Gemeinde Janów“) 19,6 % der Stimmen
- Grzegorz Dors (Wahlkomitee „Sichere Entwicklung der Gemeinde Janów“) 11,4 % der Stimmen

In der damit notwendigen Stichwahl wurde Moskalik mit 57,0 % der Stimmen gegen die bisherige Amtsinhaberin Ścigaj zum neuen Gemeindevorsteher gewählt.

### Gemeinderat
Der Gemeinderat von Janów besteht aus 15 Mitgliedern, die in Einpersonenwahlkreisen gewählt werden. Die Wahl 2024 führte zu folgendem Ergebnis:
- Wahlkomitee Edward Moskalik 57,0 % der Stimmen, 12 Sitze
- Wahlkomitee Ewa Ucieklak 31,9 % der Stimmen, 2 Sitze
- Wahlkomitee „Lokale Verwaltungsgemeinschaft“ 5,7 % der Stimmen, kein Sitz
- Wahlkomitee für Lgoczanka 2,8 % der Stimmen, 1 Sitz
- Übrige 2,6 %, kein Sitz

Die Wahl 2018 führte zu folgendem Ergebnis:
- Wahlkomitee Joanna Ścigaj 26,4 % der Stimmen, 6 Sitze
- Wahlkomitee Edward Moskalik 24,7 % der Stimmen, 2 Sitze
- Wahlkomitee „Sichere Entwicklung der Gemeinde Janów“ 22,5 % der Stimmen, 2 Sitze
- Wahlkomitee „Jungaktiv für die Gemeinde Janów“ 17,5 % der Stimmen, 4 Sitze
- Wahlkomitee Franciszek Cieślinński 3,9 % der Stimmen, 1 Sitz
- Übrige 5,0 %, kein Sitz